# Drobin
Drobin é um município da Polônia, na voivodia da Mazóvia e no condado de Płock. Estende-se por uma área de 9,65 km², com 2 938 habitantes, segundo os censos de 2016, com uma densidade de 304,5 hab/km².